# مایک کانوی
مایک کانوی (به انگلیسی: Mike Conaway) نمایندهٔ حوزه انتخابیه یازدهم تگزاس از حزب جمهوری‌خواه ایالات متحده آمریکا در مجلس نمایندگان ایالات متحده آمریکا است که برای نخستین‌بار در ۶ ژانویه ۲۰۰۵ میلادی به‌عضویت این مجلس درآمد.